# Ladysmith (Wisconsin)
Ladysmith – miasto w Stanach Zjednoczonych, w stanie Wisconsin, w hrabstwie Rusk.